# Grover (Vorname)
Grover ist ein männlicher Vorname.

## Herkunft und Bedeutung
Der Vorname Grover leitet sich wohl von einem Familien-/Beinamen ab, der mit dem altenglischen graf gebildet ist, was Hain von Bäumen bedeutet. Der Name ist überwiegend im englischen Sprachraum verbreitet und kommt vor allem in den Vereinigten Staaten vor.

## Namensträger
- Grover Cleveland (1837–1908), US-amerikanischer Politiker, 22. und 24. Präsident der Vereinigten Staaten
- Grover Dale (* 1935), US-amerikanischer Schauspieler, Tänzer, Regisseur und Choreograf
- Grover Furr (* 1944), US-amerikanischer Literaturwissenschaftler
- Grover Gibson (* 1978), US-amerikanischer Fußballspieler
- Grover Jones (1893–1940), US-amerikanischer Filmregisseur und Drehbuchautor
- Grover Klemmer (1921–2015), US-amerikanischer Sprinter und Schiedsrichter im American Football
- Grover Krantz (1931–2002), US-amerikanischer Professor für Anthropologie
- Grover Loening (1888–1976), US-amerikanischer Flugzeugkonstrukteur und Luftfahrtpionier
- Grover Mitchell (1930–2003), US-amerikanischer Jazz-Posaunist des Swing
- Grover Washington, Jr. (1943–1999), US-amerikanischer Saxophonist und Flötist, Mitbegründer des Smooth-Jazz-Genres

## Nachweise
1. ↑  https://www.behindthename.com/name/grover